# Свети Димитър (Брощица)
Вижте пояснителната страница за други значения на Свети Димитър.
„Свети Великомъченик Димитрий“ или „Свети Димитър“ (на македонска литературна норма: „Свети Димитриј“) е възрожденска църква в дебърското село Брощица, Северна Македония. Църквата е част от Дебърско-Реканското архиерейско наместничество на Дебърско-Кичевската епархия на Македонската православна църква – Охридска архиепископия. Църквата е единствената останала в селото, като другите две са разрушени. Поради изселването на християнското население в ХХ век от селото, за нея се грижат останалите в Брощица мюсюлмани. Обновена е в 2007 година с пари на изселеника от Брощица Мире Костовски.